# Ґміна Майкув
Ґміна Майкув — адміністративно-територіальна одиниця Острозького і Рівненського повітів Волинського воєводства міжвоєнної Польщі. Адміністративний центр — село Майків.
Ґміна утворена після окупації поляками Волині з частин волостей, основна частина яких залишилася по радянський бік кордону і становила довге пасмо вздовж кордону. Кордон «відтяв» на польський бік:
- 5 сіл Довжанської волості — Дуліби, Майків, Пашуки, Крилів і Черниця;
- 2 села Ганнопільська — Глибочок та Жаврів.

1 січня 1925 р. ґміну передано з Острозького повіту до Рівненського повіту.
Розпорядженням Ради Міністрів 6 грудня 1933 р. ґміна Майкув ліквідована з включенням до ґмін:
- Гоща — сіл Дуліби, Жаврів, Глибочок, Борщівка, Майків, Пашуки, Лідавка і хутора Майків;
- Кожец — сіл Крилів і Черниця[2].